# Вулиця Дрогобицька (Львів)
Ву́лиця Дро́гобицька — вулиця у Залізничному районі міста Львова, в місцевості Сигнівка. Сполучає вулиці Городоцьку та Патона, утворюючи перехрестя з вулицею Сигнівка.

## Історія
Прокладена на початку XX століття у складі передміського селища Сигнівка на ділянці від сучасної вулиці Городоцької до вулиці Сигнівки. Після входження селища до меж міста 11 квітня 1930 року, вулиці колишнього села були перейменовані або ж новоутвореним вулицям надавалися певні назви. Так, ще до 1936 року мала назву вулиця Собеського, на честь великого коронного гетьмана, короля Речі Посполитої Яна III Собеського. 1936 року перейменована на вулицю Рокітнянську, найімовірніше, від назви села Рокитне, що розташоване неподалік Львова. Під час німецької окупації вулиця отримала назву Рокітноґассе, а з приходом радянської влади у липні 1944 року їй повернуто стару довоєнну назву — вулиця Рокитнянська. Наприкінці 1940-х років до вулиці Рокитнянської приєднано ділянку між сучасними вулицями Сигнівка та Патона і 1950 року новоутворена вулиця була перейменована на вулицю Дрогобицьку, на честь міста Дрогобич — районного центру на Львівщині.

## Забудова
Забудова вулиці Дрогобицької — одноповерховий конструктивізм 1930-х років, одноповерхова садибна забудова, індивідуальні забудови нового часу. 
№ 35 — чотириповерховий двосекційний житловий будинок з вбудованими гаражами, збудований у 2010-х роках.